# Chuột chù nước miền Nam
Chuột chù nước miền Nam, tên khoa học Chimarrogale platycephalus, là loài thú thuộc họ Chuột chù. Loài này được Temminck mô tả năm 1842. Đây là loài đặc hữu của Nhật Bản.
Tại Việt Nam có phân loài Chimarrogale platycephalus varennei Thomas,1927.